# Mauer-Doppelsame
Der Mauer-Doppelsame (Diplotaxis muralis), auch Acker-Doppelrauke oder Mauersenf genannt, ist eine Pflanzenart aus der Gattung Doppelsamen (Diplotaxis) innerhalb der Familie der Kreuzblütengewächse (Brassicaceae).

## Beschreibung

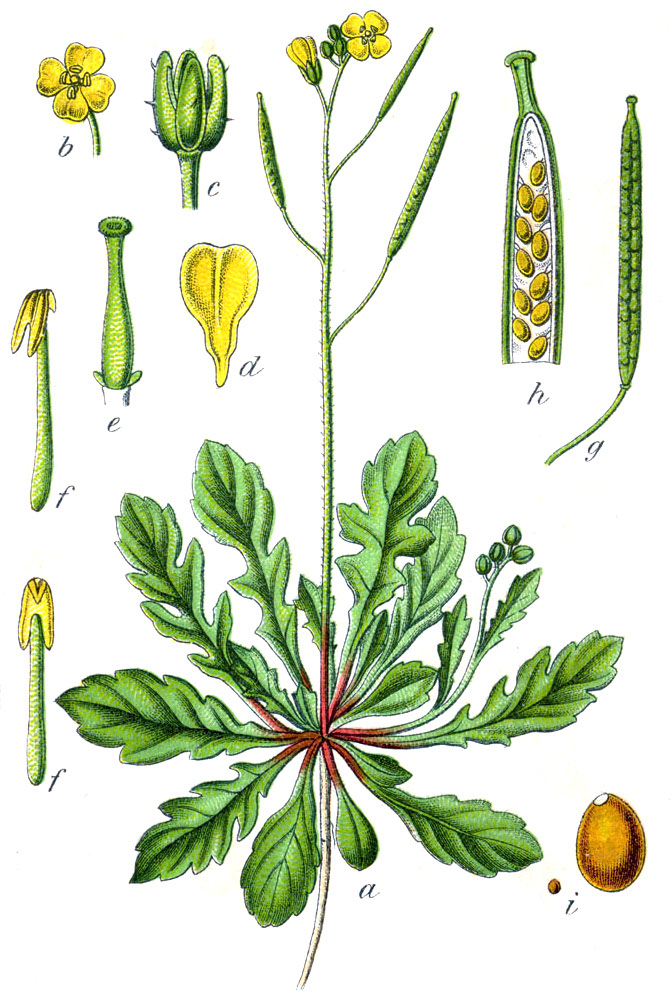
Illustration

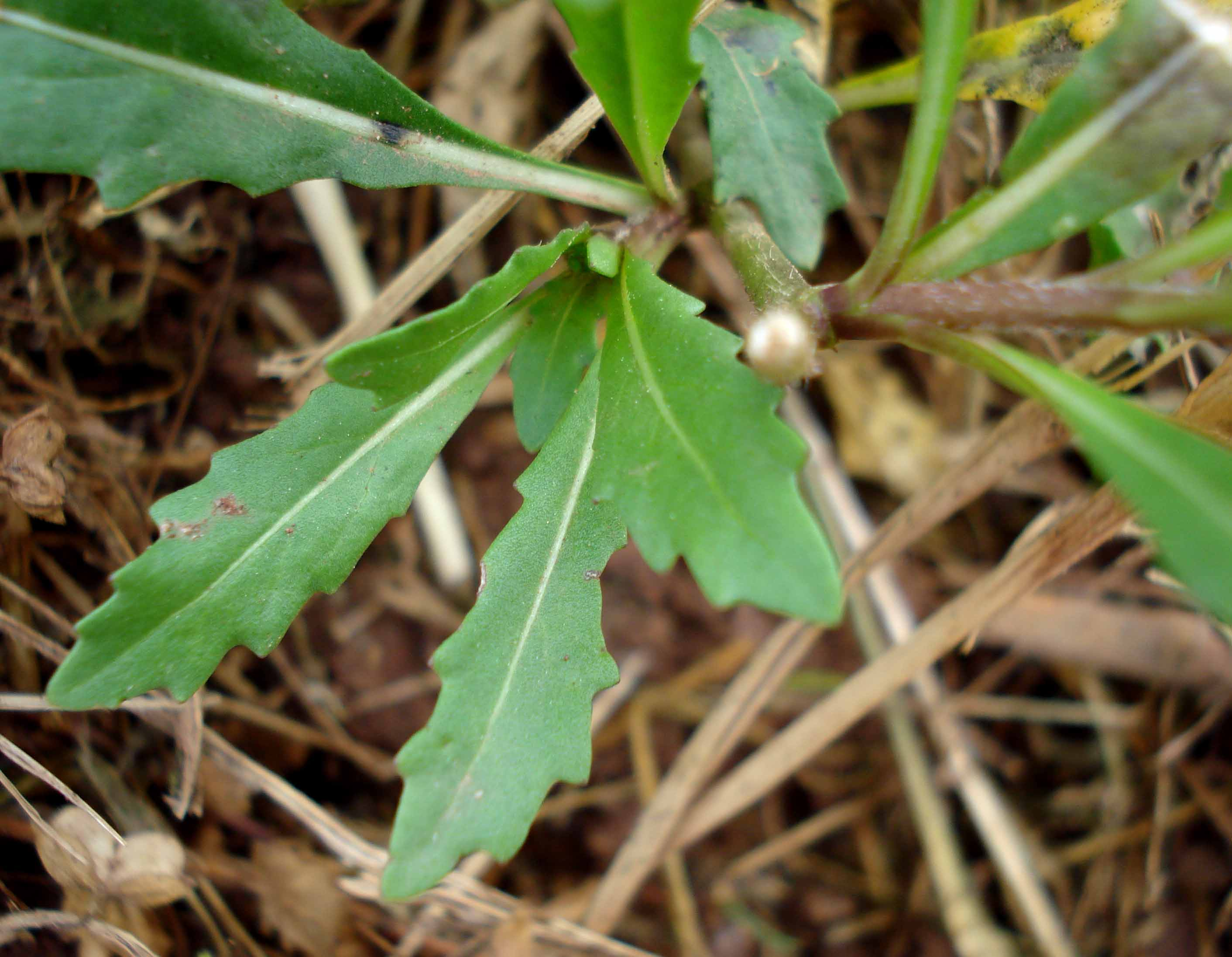
Laubblätter

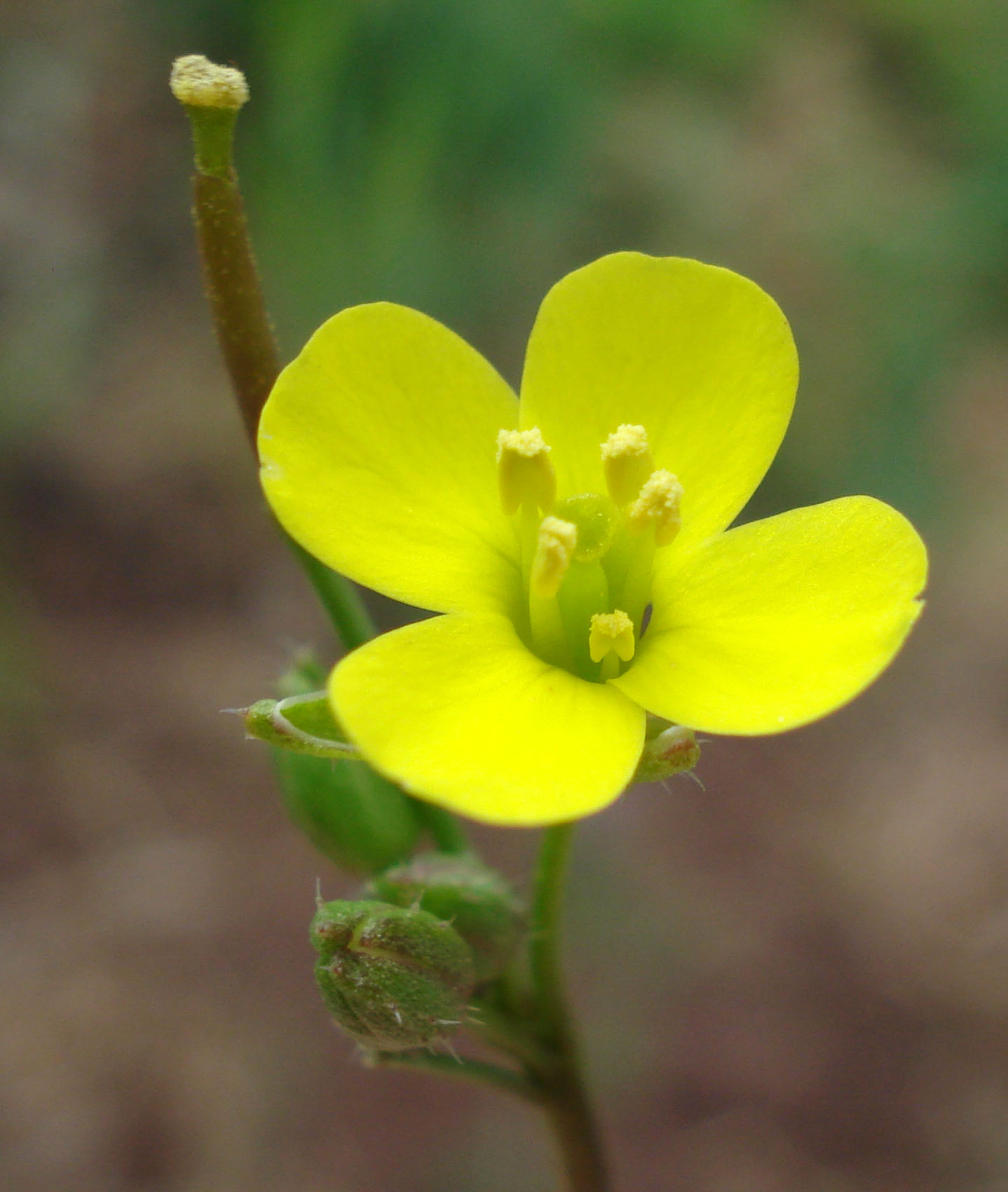
Blüte von oben, dahinter junge Schote

### Erscheinungsbild und Blatt
Der Mauer-Doppelsame ist eine ein- bis zweijährige oder kurzlebig ausdauernde krautige Pflanze. Er erreicht meist Wuchshöhen von 20 bis 50 (5 bis 60) Zentimetern. Er besitzt eine dünne Pfahlwurzel. Jedes Pflanzenexemplar ist am Grunde verzweigt und hat mehrere, aufsteigende Stängel. Der Stängel ist kahl oder an seiner Basis mit zurückgebogenen, einfachen Trichomen behaart.  
Zerreibt man den Stängel, entweicht ein übler Geruch nach faulen Eiern. Es gibt insgesamt nur zwei Kreuzblütler mit dieser Eigenschaft. Ein naher Verwandter des Mauer-Doppelsamen, der Schmalblättrige Doppelsame, trägt daher auch den Namen Stinkrauke oder Stinkkraut.
Die Laubblätter sind oft am Grunde rosettenartig gehäuft und es können einige wechselständig am Stängel angeordnete Laubblätter vorhanden sein. Die Grundblätter besitzen eine hellgrüne, kahl oder etwas kurz behaarte Blattspreite, die sich in den Stiel verschmälert und bei einer Länge von 2 bis 9 Zentimetern sowie einer Breite von 1 bis 3 Zentimetern im Umriss elliptisch, spatelförmig oder schmal eiförmig ist, dabei ist sie meist gezähnt, gewellt gebuchtet, leierförmig bis fiederspaltig mit zwei bis sechs länglichen bis eiförmigen seitlichen Blattlappen, die kleiner sind als der Endlappen. Wenn Stängelblätter vorhanden sind, dann sind sie sitzend, nicht geöhrt und kleiner als die Grundblätter mit gezähntem oder glattem Blattrand.

### Blütenstand und Blüte
Die Blütezeit liegt vorwiegend zwischen Mai und Oktober, in China zwischen Ende April und August. Die traubigen Blütenstände sind relativ kurz und enthalten nur wenige Blüten. 
Die zwittrigen Blüten sind vierzählig. Die vier Kelchblätter sind etwa 3,5 bis 5,5 Millimeter lang und besitzen am oberen Ende einzelne Haare oder sind gänzlich kahl. Die vier gelben Kronblätter sind bei einer Länge von meist 6 bis 8 (4,5 bis 10) Millimetern und einer Breite von 4 bis 5 Millimetern verkehrt-eiförmig mit keilförmiger bis kurz krallenähnlicher Basis. Es sind sechs Staubblätter vorhanden mit 3,5 bis 6 Millimeter langen Staubfäden und 1,5 bis 2 Millimeter langen Staubbeuteln. Im Fruchtknoten sind 20 bis 36 Samenanlagen vorhanden. Der Griffel ist bei einer Länge von 1,5 bis 3 (1 bis 3,5) Millimetern gedrungen sowie schnabelartig und endet in einer einfachen Narbe.

### Frucht und Samen
Die aufsteigenden oder spreizenden, dünnen, geraden, kahlen Fruchtstiele sind meist 8 bis 14 (3 bis 30) Millimeter lang. Das Gynophor ist 0,2 bis 0,5 Millimeter lang. Die Schoten sind bei einer Länge von 25 bis 40 (15 bis 45) Millimeter und einem Durchmesser von 1,5 selten bis 2,5 Millimetern linealisch, etwas abgeflacht und enthalten zahlreiche, zweireihig angeordnete Samen. Die Samen sind bei einer Länge von 0,9 bis 1,3 Millimetern und einem Durchmesser von 0,6 bis 0,9 Millimetern eiförmig oder ellipsoid. Die Früchte reifen in China zwischen April und August.

### Chromosomenzahl
Die Chromosomenzahl beträgt 2n = 42 oder 20, 22, 44.

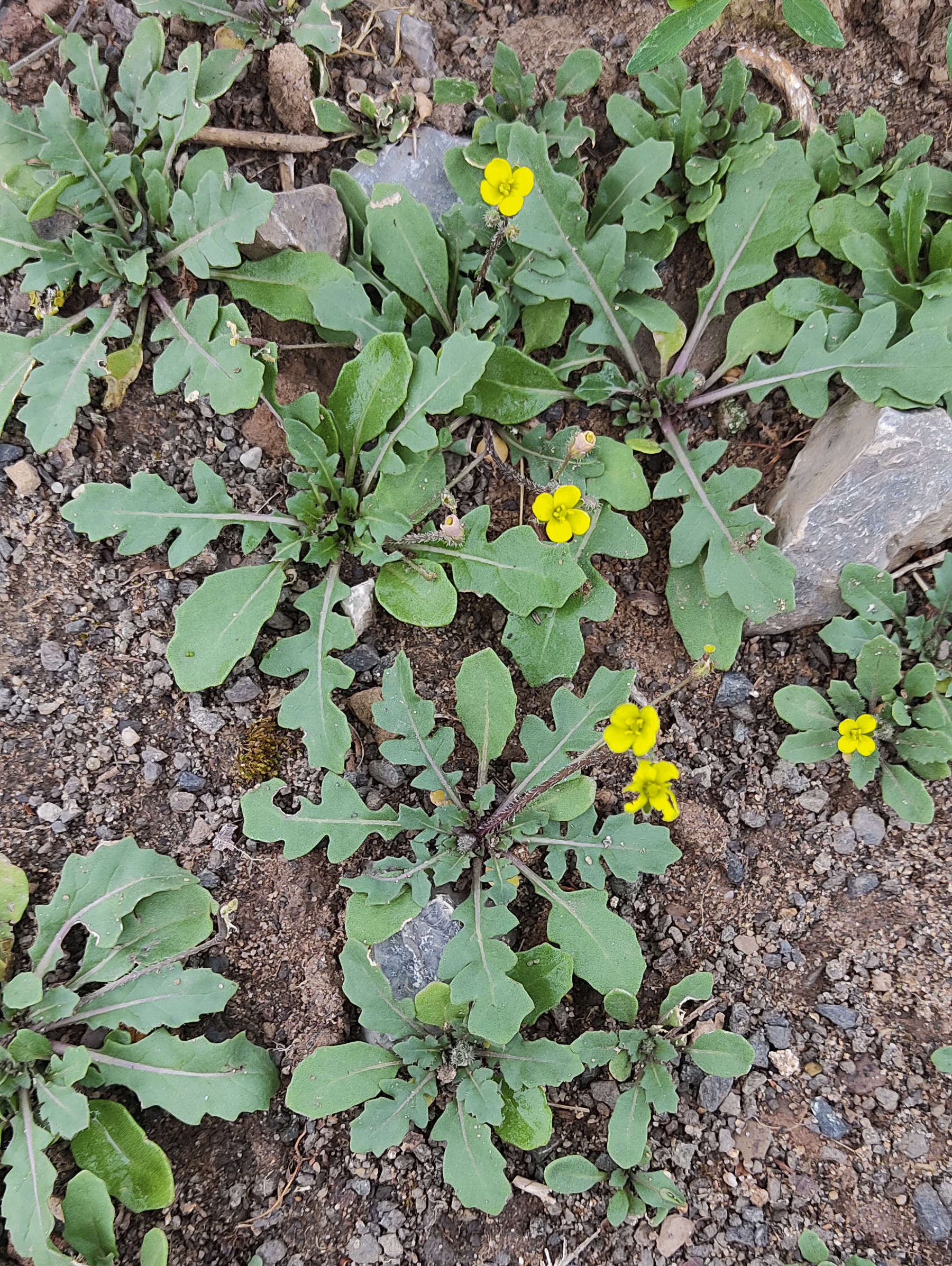
Erscheinungsbild

## Vorkommen
Diplotaxis muralis kommt in Südwest-, Süd-, Südost- und Mitteleuropa sowie im nordwestlichen Afrika und Kleinasien vor. Es ist ein submediterranes Florenelement. Fundortangaben gibt es für folgende Länder: Deutschland, Österreich, Schweiz, Niederlande, Belgien, Frankreich inklusive Korsika, Italien inklusive Sardinien sowie Sizilien, Portugal, Spanien inklusive Balearen, Polen, Tschechien, Slowakei, Ungarn, Serbien, Slowenien, Kroatien, Bosnien und Herzegowina, Montenegro, Bulgarien, Rumänien, Albanien, Makedonien, Griechenland, Malta, Ukraine, auf der Krim, in Georgien, Ciscaucasien, nordwestliche Türkei, nördliches Algerien, nördliches Libyen, Marokko und Tunesien. In folgenden Ländern ist die Art ein Neophyt: Indien, China, Südafrika, auf den Azoren, Australien, Neuseeland, Kanada, in den Vereinigten Staaten, in Mexiko, in der Karibik, in Ecuador, Peru, Argentinien, Chile und Neukaledonien.
Der Mauer-Doppelsame kommt in Mitteleuropa sehr zerstreut vor. In Österreich und der Schweiz findet man Diplotaxis muralis allgemein zerstreut. In Deutschland kommt er zerstreut vor allem im Norden und Osten vor. Häufiger findet man ihn noch im Rhein- und Maingebiet. Darüber hinaus ist er meist selten. Seine Vorkommen scheinen stark rückläufig zu sein.
Der Mauer-Doppelsame wächst in „Unkrautgesellschaften“, so etwa an Wegrändern, Böschungen, Bahnhofsgeländen, Schuttplätzen, an Mauern und in Kiesgruben. Er bevorzugt lockere, nährstoffreiche und oft kalkhaltige Böden. Er ist licht- und wärmeliebend. Er kommt vor in Gesellschaften der Verbände Eragrostion, Fumario-Euphorbion und Sisymbrion.
Die ökologischen Zeigerwerte nach Landolt et al. 2010 sind in der Schweiz: Feuchtezahl F = 2+ (frisch), Lichtzahl L = 4 (hell), Reaktionszahl R = 4 (neutral bis basisch), Temperaturzahl T = 4+ (warm-kollin), Nährstoffzahl N = 4 (nährstoffreich), Kontinentalitätszahl K = 3 (subozeanisch bis subkontinental), Salztoleranz 1 = tolerant.

## Taxonomie
Die Erstveröffentlichung dieser Art erfolgte 1753 unter dem Namen (Basionym) Sisymbrium murale durch Carl von Linné in Species Plantarum, Band 2, S. 658. Augustin Pyramus de Candolle stellte sie 1821 in Regni Vegetabilis Systema Naturale, 2, S. 634 als Diplotaxis muralis (L.) DC. in die Gattung Diplotaxis. Das Artepitheton muralis bedeutet Mauer. Weitere Synonyme für Diplotaxis muralis (L.) DC. sind: Brassica muralis (L.) Boiss., Crucifera diplotaxis E.H.L.Krause, Diplotaxis intermedia Schur, Diplotaxis littoralis Sennen, Diplotaxis mandonis Sennen, Diplotaxis polonica Zapal., Diplotaxis vallesensis Sennen, Eruca decumbens Moench, Eruca muralis (L.) Besser, Sinapis muralis (L.) W.T.Aiton.